# Сосновка (Ирбитское муниципальное образование)
Сосновка — деревня в Ирбитском муниципальном образовании Свердловской области. Входит в состав Харловского сельсовета.

## История
В «Списке населенных мест Российской империи» 1869 года Сосновская (Конычита) упомянута как деревня Ирбитского уезда Пермской губернии, при речке Кирге, расположенная в 31 версте от уездного города Ирбит. В Сосновской насчитывалось 73 двора и проживало 452 человека (216 мужчин и 236 женщин).

## География
Деревня находится в юго-восточной части области, на расстоянии 23 километров к юго-юго-востоку (SSE) от города Ирбит, на берегах реки Кирга (правый приток реки Ница).
Абсолютная высота — 95 метров над уровнем моря.

## Население
| 2002 | 2010 | 2021 |
| ---- | ---- | ---- |
| 173  | ↘141 | ↘113 |

Согласно результатам переписи 2002 года, в национальной структуре населения русские составляли 88 % из 173 чел.

## Улицы
Уличная сеть деревни состоит из одной улицы (ул. Сосновская).